# Антоновка (Добрушский район)
Анто́новка (бел. Антонаўка) — деревня в Носовичском сельсовете Добрушского района Гомельской области Республики Беларусь.

## География

### Расположение
В 17 км на юг от районного центра Добруш, в 12 км от железнодорожной станции Зябровка, в 23 км от Гомеля.

## Транспортная система
Транспортная связь по автомобильной автодороге Тереховка — Климовка.
В деревне 181 жилой дом (2004 год). Планировка — почти прямолинейная улица к которой примыкает короткая прямолинейная улица. Застройка двухсторонняя, деревянными домами. В 1987—1992 годах построены кирпичные дома на 100 семей, в которых были переселены жители с загрязнённых после катастрофы на Чернобыльской АЭС территорий.

## История
По письменным источникам деревня известна с XVI века, как село Антоновичи Речицкого повета Минского воеводства ВКЛ. В 1640-х годах в инвентаре Гомельского староства указано как село, 4 дыма, 1 служба, 5 волов, 4 коня. Также упоминается в инвентаре 1752 года. После 1-го раздела Речи Посполитой (1772 год) в составе Российской империи. В статистическом описании Могилёвской губернии 1784 года названа местечком, в котором много земель принадлежало Н. А. Борисову. С 1819 года действовала церковь. В 1830 году начала работать винокурня. В 1860 году в деревне располагались: церковь, 2 ветряные мельницы, винокурный и пивоваренный заводы. В 1880 году имелся хлебозапасный магазин. В 1897 году — церковь, школа грамоты, хлебозапасный магазин, в Носовичской волости Гомельского повета Могилёвской губернии.
С 8 декабря 1926 года центр Антоновского сельсовета Носовичского, с 4 августа 1927 года Гомельского районов Гомельского округа, с 20 февраля 1938 года Гомельской области.
В 1929 году организован колхоз «Ударник колхозов», работали 2 ветряные мельницы.
Во время Великой Отечественной войны в сентябре 1943 года оккупанты убили 4 мирных жителей и сожгли 100 дворов.
В 1964 году к деревне была присоединена деревня Хабаковка. Антоновка находилась в составе племзавода «Носовичи» (центр — деревня Носовичи). В деревне размещаются библиотека, фельдшерско-акушерский пункт.

## Население

### Численность
- 2004 год — 181 двор, 464 жителя

### Динамика
- 1798 год — 452 жителя
- 1816 год — 126 дворов, 489 жителей
- 1834 год — 918 жителей
- 1858 год — 171 двор
- 1886 год — 222 двора, 1221 житель
- 1897 год — 324 двора, 1860 жителей
- 1908 год — 368 дворов
- 1926 год — 522 двора, 2383 жителя
- 1959 год — 1167 жителей (согласно переписи)
- 2004 год — 181 двор, 464 жителя

## Известные уроженцы
- Н. В. Пивоваров — участник Гомельского подполья во время Великой Отечественной войны. Его именем названа улица в Гомеле
- Кухарев Фёдор Яковлевич — Герой Советского Союза